# 真田丸の戦い
真田丸の戦い（さなだまるのたたかい）は、豊臣家と江戸幕府の間の大坂の陣（大坂の役）のうち、慶長19年（1614年）に発生した大坂冬の陣における戦いの一つ。戦闘は真田丸だけでなく、大坂城南側全面で発生した。

## 展開
豊臣方が大坂城付近の砦を放棄して城内に撤収した後、幕府軍は大坂城を包囲した。真田丸正面には前田利常率いる兵12,000の他、南部利直、松倉重政、榊原康勝など数千、八丁目口・谷町口には、井伊直孝の兵4,000、松平忠直の兵10,000、他数千が布陣していた。真田丸には真田信繁指揮下の兵5,000、八丁目口・谷町口には木村重成、後藤基次、長宗我部盛親など、兵12,000以上が配置されていた。
12月2日（1615年1月1日）、徳川家康は茶臼山陣城（大塚城）に出向き巡検を行い、徳川秀忠も出向いた後、帰陣した（合戦後に家康は茶臼山へ、秀忠は岡山へ本陣を移した）。家康は前田利常に、塹壕を掘り、土塁を築き、城を攻撃しないよう指示した。
真田丸の前方には篠山（ささやま）と呼ばれる丘があり、真田が兵を配置していた。前田勢が塹壕を掘り始めると、真田勢が火縄銃で篠山から狙撃し作業を妨害した。
12月3日（1月2日）、大坂城内で南条元忠が幕府軍に内通していることが発覚した。南条は城内で切腹させられたが、豊臣軍は南条が引き続き内応しているように見せかけ、幕府軍を欺いた。
12月4日（1月3日）、前田勢は、篠山からの妨害に悩まされていたため篠山の奪取をもくろんだ。前田勢の先鋒本多政重、山崎長徳らが夜陰に乗じて篠山に攻め上がったが、真田勢は城内に撤収しておりもぬけの殻だった。夜が明けると、前田勢を真田勢が挑発した。前田勢は挑発に乗り、真田丸に突撃。真田勢は前田勢が城壁に十分近づいた所に火縄銃で射撃を行う。前田利常は、将達が命令なく攻撃して軍が損害を被ったと怒り、兵を撤収させようとした。
前田勢の攻撃を知った井伊、松平勢もそれにつられる形で八丁目口・谷町口に攻撃を仕掛けた。この時、城内で火薬庫が誤って爆発する事故がおこったが、その音を聞いた幕府軍は南条の内応によるものと勘違いし、さらに激しく攻めかける結果になった。豊臣軍は城壁に殺到する幕府軍に対しここでも損害を与えた。
これらの惨状を知った家康は退却を命じた。しかし、竹束や鉄楯を持たずに攻めてしまっていたため、敵の攻撃に身動きがとれず退却は難航、15時をすぎようやく完了した。
退却後、家康は各将を呼んで軽率な行動を叱責し、以後、竹束・鉄楯を必ず使用するよう厳命した。